# Panering

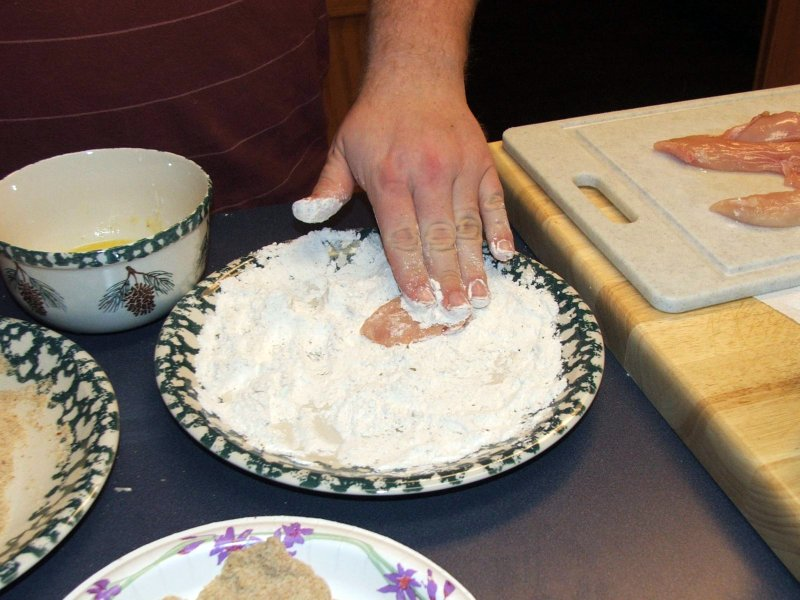
Panering av kycklingkött.

Panering, ytterst av latinets panis (=bröd), är ett moment i matlagning som innebär att bitar av kött, fågel, fisk eller grönsaker förses med ett relativt tunt omgivande, brödliknande lager. 
I enklaste fall vändes det som ska paneras helt enkelt i vete-, råg- eller skorpmjöl (ströbröd), eller någon blandning därav, och steks i något fett så att en krispig, guldbrun yta uppkommer. En sådan enkel panering passar bra på fisk som steks med skinnet på, exempelvis sill och strömming. Det är emellertid vanligt, men inte nödvändigt, att det som ska paneras först penslas eller vänds i uppvispat ägg.
Om något dubbelpaneras betyder det att det som ska paneras först vänds i mjöl, sedan i ägg och till sist i ströbröd. Detta resulterar i en tät panering som drar åt sig ganska mycket fett.
Det finns även olika typer av ostpaneringar. Exempelvis kan paneringen ske i ordningen ströbröd, uppvispat ägg och slutligen riven ost. Ett annat exempel är att ägget blandas med riven ost, varvid mjöl helt kan uteslutas. En sådan ägg-ost-panering kan exempelvis användas på skivor av kalvinnanlår eller kalvfilé (piccata milanese) eller, efter modell av piccata milanese, på skivor av kycklingbröst.
Att blanda kryddorna i paneringen ger oftare ett jämnare kryddresultat än om de strös på separat. Genom att blanda i kryddor, örter och andra smaksättare kan paneringar varieras efter tycke och smak på många olika vis. Salt, peppar, sesamfrö, hackade nötter, finhackade rotfrukter (purjolök, rotselleri och morot) eller hackade örter (dill, persilja och gräslök) är några exempel. Vill man variera paneringen kan man röra i senap i det uppvispade ägget eller ha rivet citronskal i ströbrödet.
Paneringens utseende och smak påverkas också av hur stekningen går till. Wienerschnitzel får sin karakteristiska, gyllenbruna yta av att skivor av kalvinnanlår panerats med tre tunna lager efter varann av vetemjöl, ägg och ströbröd samt slutligen friterats i olja som täcker skivorna. På samma sätt kan även schnitzel av fläskkött paneras.